# Chrysosoma placens
Chrysosoma placens är en tvåvingeart som beskrevs av Octave Parent 1935. Chrysosoma placens ingår i släktet Chrysosoma och familjen styltflugor. Inga underarter finns listade i Catalogue of Life.